# Margaret Leighton
Margaret Leighton, CBE (Bromsgrove, 26 de fevereiro de 1922 - Chichester, 13 de janeiro de 1976) foi uma atriz inglesa. Suas aparições no cinema incluem Cadete Winslow (1999), de Anatole de Grunwald. Por O Mensageiro (1971), ela ganhou o BAFTA de melhor atriz coadjuvante e foi indicada ao Oscar.
Leighton começou sua carreira no teatro em 1938, e fez sua estréia na Broadway em 1946. Quatro vezes indicada ao Tony Award, ela ganhou duas vezes o prêmio de melhor melhor atriz por Separate Tables (1957) e The Night of the Iguana (1962). Ela também ganhou um Emmy Award por uma versão televisiva de Hamlet de 1970.